# Mercedes Aguilar Montes de Oca
Mercedes Aguilar Montes de Oca (Toluca de Lerdo, 24 de septiembre de 1928-Ciudad de México, 6 de julio de 2020) fue una cuentista, cronista, poeta, periodista y reportera mexicana.

## Biografía
Nació en Toluca de Lerdo, Estado de México, el 24 de septiembre de 1928.
Comenzó trabajando como redactora de noticieros para el Sistema Radiópolis y el canal 5 de televisión; en los setenta se abrió espacio en el área de radio de El Heraldo de México, donde alcanzó la dirección. Más tarde fue coautora y conductora de "Desayuno para Tres", en XEDF y Radio Fórmula. Entre 1974 y 1975 fue redactora del noticiero "24 Horas", de Jacobo Zabludovsky.
Es autora del cuento: Dioses, hombres y advenedizos (1989).
Dentro de su labor docente se desempeñó como catedrática de periodistas en la Escuela Nacional de Estudios Profesionales (ENEP) Acatlán, donde ocupó la secretaría técnica del Departamento de Comunicación desde 1977 hasta 1979, cuando comenzó a ocupar cargos como jefa de prensa, directora y coordinadora de comunicación social, en la Secretaría de Gobernación (SEGOB), el Sindicato Nacional de Trabajadores de la Educación (SNTE), la Secretaría de la Reforma Agraria, y la Secretaría de Educación Pública (SEP). Además, fue asesora de la Comisión Bicamaral del Canal del Congreso de la Unión.
Falleció la noche del lunes, 6 de julio de 2020, en su casa en la Ciudad de México.

### Premios y reconocimientos
En septiembre de 2018, recibió el reconocimiento de la LXIII Legislatura del Senado de la República a su trayectoria en una ceremonia que encabezaron el entonces presidente de la Cámara Alta, Ernesto Cordero, y el presidente de la Comisión Especial para dar Seguimiento a las Agresiones contra Periodistas y Medios de Comunicación, Marco Antonio Blásquez Salinas.

## Publicaciones seleccionadas

### Cuentos
- Aguilar Montes de Oca, Mercedes (1989). Dioses, hombres y advenedizos. México: Gernika.